# Гаэтани, Виллано
Виллано Гаэтани (Villano Gaetani, также известный как просто Villanus) — католический церковный деятель XII века. На консистории в декабре 1144 года был провозглашен кардиналом-священником Санто-Стефано-аль-Монте-Челио. Участвовал в выборах папы Евгения III (1145). 29 мая 1146 года стал архиепископом Пизы и отказался от кардинальского титула. Был смещен антиепископом Бенинказа де Бенинкази в 1167 году, смог вернуться в свою епархию лишь в 1172 году.